# Georg Wilhelm Adamowitsch
Georg Wilhelm Adamowitsch (* 20. Oktober 1947 in Hameln) ist ein deutscher Ingenieur, Verwaltungswissenschaftler, Verwaltungsbeamter, Politiker (SPD) sowie ehemaliger Geschäftsführer des Bundesverbandes der Deutschen Sicherheits- und Verteidigungsindustrie.

## Leben und Beruf
Nach dem Abitur im Jahr 1968 in Koblenz leistete Adamowitsch zunächst Wehrdienst, war dann Zeitsoldat und wurde 1973 zum Hauptmann der Reserve ernannt. Anschließend nahm er ein Studium der Ingenieurwissenschaften (Fachrichtung Landschaftsplanung) an der Technischen Universität Berlin auf, das er 1978 mit dem Examen als Diplom-Ingenieur beendete. 1978/79 studierte er an der Hochschule für Verwaltungswissenschaften Speyer. Sein zweites Studium schloss er mit dem Magister der Verwaltungswissenschaften (Mag. rer. publ.) ab.
Adamowitsch war von 1980 bis 1982 wissenschaftlicher Mitarbeiter im Referat für Regierungsplanung der Staatskanzlei des Landes Nordrhein-Westfalen. Er arbeitete von 1983 bis 1985 als Referent für die SPD-Fraktion im nordrhein-westfälischen Landtag und von 1985 bis 1990 als Referent, Referatsleiter und als Persönlicher Referent des Ministers für Umwelt, Raumordnung und Landwirtschaft. Von 1990 bis 1993 war er Leiter des Büros des Ministerpräsidenten Johannes Rau in der Staatskanzlei, von 1993 bis 1995 dann Abteilungsleiter und Leiter der Landesplanungsbehörde im Ministerium für Umwelt, Raumordnung und Landwirtschaft. Von 1996 bis 1999 fungierte er als Beauftragter für Bundes- und Europaangelegenheiten des Landes Nordrhein-Westfalen. Gleichzeitig übte er eine Tätigkeit bei der VEW AG in Dortmund aus.
Vom 1. September 2011 bis 31. Juli 2017 war Adamowitsch Hauptgeschäftsführer des Bundesverbandes der Deutschen Sicherheits- und Verteidigungsindustrie (BDSV).

## Öffentliche Ämter
Adamowitsch amtierte im Jahr 1999 als Staatssekretär im Ministerium für Wirtschaft und Mittelstand, Technologie und Verkehr des Landes Nordrhein-Westfalen. In seinen Zuständigkeitsbereich fielen die Bereiche Energie und Verkehr. Von 1999 bis 2002 war er Staatssekretär und Chef der Staatskanzlei in der von Ministerpräsident Wolfgang Clement geführten Landesregierung. Von 2002 bis 2006 bekleidete er die Funktion eines beamteten Staatssekretärs im Bundesministerium für Wirtschaft und Arbeit bzw. seit 2005 im Bundesministerium für Wirtschaft und Technologie (2002–2005 im Kabinett Schröder II, 2005–2009 im Kabinett Merkel I).
Nach seinem Ausscheiden 2006 wurde Adamowitsch bei der EU-Kommission Koordinator für die Offshore-Energie und Aufsichtsratsmitglied der Mitteldeutschen Braunkohlengesellschaft.